# Svæveramme
Svæveramme er en type billedrammer, der er beregnet til indramning af opspændte lærreder, typisk i form af oliemaleri eller lærredstryk.
En svæveramme er lavet af 4 L-profiler, der samles typisk i en rektangulær form med "bunden" af L'et ind mod midten. Selve indholdet i rammen fastgøres på bagsiden på den inderste del af L-profilen.
Den øverste del af L-profilen dimensioneres, så der er en mindre afstand til indholdet i rammen. Monteringen af indholdet er dermed ikke synlig fra forsiden af billedet, hvilket har givet rammetypen betegnelsen "svæveramme", da indholdet ser ud til at svæve inde i rammen.